# DNK polimeraza alfa
Polimeraza alfa je enzim koji učestvuje u replikaciji DNK molekula. Uloga polimeraze alfa je sinteza RNK prajmera, ugradnjom ribonukleozid trifosfata. Ona se može nazvati i polimeraza-primaza, jer je primaza njen ključni deo koji vrši sintezu prajmera. Polimeraza alfa pripada B familiji DNK polimeraza.
Lokalizovana je u nukleusu, kao jedan od ključnih enzima koji učestvuju u replikaciji. Zbog toga što ni jedna druga DNK polimeraza nije sposobna da započne sintezu molekula DNK bez prethodno sintetisanog prajmera. Nivo polimeraze alfa najveći je u tkivima čije se ćelije brzo dele, npr. u brzo rastućoj kulturi sisarskih ćelija i limfocitima koji su stimulisani mitogenima, a opada u ćelijama koje su u G0 fazi. Gen za polimerazu alfa prisutan je u samo jednoj kopiji i njegovo remećenje je smrtonosno. Postoji jaka konzervacija i strukture subjedinica i aminokiselinske sekvence u polimerazi alfa. Ona se sastoji od četiri subjedinice: I - velika podjedinica od 180 kDa, II - podjedinica od 70 kDa, i dve male podjedinice III - od 58 kDa i IV - od 49 kDa. Mala podjedinica od 49 kDa započinje sintezu DNK de novo i ona predstavlja katalitički centar enzima. Ona zajedno sa subjedinicom od 58 kDa formira heterodimer primaze i tada je njena aktivnost maksimalna. Velika subjedinica od 180 kDa vrši elongaciju početnog prajmera od najmanje 7, a obično 40 nukleotida. Za razliku od ostalih subjedinica, subjedinica od 70 kDa nema enzimsku aktivnost ona je uključena u regulaciju inicijacije replikacije.

## Primazna aktivnost
Jedna od jedinstvenih osobina DNK polimeraza je nemogućnost da pokrenu de novo sintezu molekula DNK. Ovim enzimima je apsolutno potreban 3' kraj prajmera koji je već sintetisan da bi mogli da se vežu za DNK molekul. Evolucija je razvila 3 načina kako bi se ovaj problem rešio: I - korišćenjem kratkog RNK molekula, koji već prirodno postoji u ćeliji, kao prajmera;  - korišćenjem protein prajmera;  - korišćenjem enzima DNK primaze da sintetiše prajmer, koji onda biva produžen DNK polimerazom. Sve bakterije, eukariote i većina virusa rešava ovaj problem koristeći enzim DNK primazu. Kod eukariota inicijacija sinteze svih novih DNK lanaca započinje sintetisanjem kratkog RNK prajmera od strane primaze, koji je obično dužine od 8-12 nukleotida. Ovaj prajmer biva produžen dejstvom polimeraze alfa, koja dodaje deoksinukleozid trifosfate i tako sintetiše DNK prajmer. Da bi sintetisala prajmer ona mora da polimerizuje dva ribonukleozid trifosfata. Ona prvo vezuje jednolančanu DNK, pa onda dva ribonukleozid trifosfata i tako formira kvaternerni kompleks primaza - DNK - dva ribonukleozid trifosfata. Nakon sinteze prva dva ribonuklezid trifosfata ostali se brzo dodaju i formiraju prajmer dužine od 7 do 10 nukleotida. Jedini uslov za sekvencu na kojoj se sintetiše prajmer jeste to da prvi nukleotid templata bude pirimidin, kao i da nukleotid na 5' kraju prajmera bude purin. Kada je prajmer sintetisan i produžen dejstvom polimeraze alfa, ona disocira sa DNK molekula, a druge polimeraze epsilon i delta završavaju većinu DNK replikacije. Za razliku od drugih RNK i DNK polimeraza koje su zavisne od templata, tačnost je najmanje važna za primazu tako da je ona polimeraza koja je najviše sklona greškama. Izmerena je frekvenca grešaka veća od 1 u 30 nukleotida. Biološki,ova izuzetno visoka frekvenca grešaka ne ugrožava replikaciju DNK, zato što RNK prajmer biva degradovan ćelijskim nukleazama i menja se DNK prajmerom.

## Spoljašnje veze
- DNA+polymerase+alpha на 